# حکومت ظلم
حکومت ظلم (به هندی: Zulm Ki Hukumat) فیلمی محصول سال ۱۹۹۲ و به کارگردانی بهارات رانگاچاری است. در این فیلم بازیگرانی همچون درمندرا، موشومی چاترجی، گوویندا، کیمی کاتکار، شاکتی کاپور، نینا گوپتا، راضا مراد، پارش راوال، ناونیت نیشان، آرچانا پوران سینگ ایفای نقش کرده‌اند.